# Provence (Verlag)
Provence (Eigenschreibweise: PROVENCE) ist ein im Jahr 2009 gegründeter Kunst- und Kulturverlag sowie eine Agentur für zeitgenössische Kunst. Die Initiative wurde von dem Künstler Tobias Kaspar gemeinsam mit dem Kunsthistoriker Hannes Loichinger, der Künstlerin Daiga Grantina und dem Grafiker Pascal Storz ins Leben gerufen. Die Plattform umfasst ein gleichnamiges Magazin, eine lose organisierte Künstlergemeinschaft und zahlreiche Ausstellungs- und Kunstprojekte, die interdisziplinär an der Schnittstelle von Kunst, Mode, Design und Lifestyle arbeiten.

## Geschichte und Profil
Gegründet wurde Provence fiktional in Nizza, Frankreich oder je nach Erzählweise an der Hochschule für bildende Künste Hamburg. Von Beginn an verstand sich Provence als kollektives Projekt, das den klassischen Rahmen von Verlag, Ausstellung und Agentur bewusst überschreitet. Neben der Publikation des Magazins entwickelt Provence regelmäßig Ausstellungen, Kunstwerke, Performances sowie Merchandise-Formate. Provence wurde 2009 in Basel mit einer Ausstellung mit Werken von John Knight und Ghislain Mollet-Viéville erstmals vorgestellt.

## Projekte und Ausstellungen
Zu den Projekten zählen unter anderem Ausstellungen in der Halle für Kunst Lüneburg, bei The Artist's Institute in New York (kuratiert von Anthony Huberman), sowie eine Ausstellung zur Künstlerin Hannah Villiger in Basel. Darüber hinaus war Provence an zahlreichen Gruppenausstellungen beteiligt und initiierte Projekte wie einen temporären Friseursalon (nicht realisiert), diverse Messeauftritte, eine Treibholzsammlung, ein temporäres Casino in Zusammenarbeit mit dem Etablissement d’en face in Brüssel, 215 Presseausweise, Medienpartnerschaften, einen von Vogue US empfohlenen Reiseführer für Nizza, Sticker, Handtaschen und zahlreiche gemeinsame Abendessen.

## Das Magazin
Das gleichnamige Magazin erschien in acht Ausgaben zwischen 2009 und 2017 und wurde als „Magazin, das sich Hobbys widmet“ beschrieben. Es versammelte Beiträge von Künstlern, Kuratoren, Galeristen und anderen Akteure der internationalen Kunstwelt. Die Ausgaben thematisierten unter anderem persönliche Interessen, soziale Dynamiken im Kunstfeld sowie ästhetische und ökonomische Strukturen zeitgenössischer Kulturproduktion.
Ein Projekt innerhalb der Publikationsreihe war der 2011 erschienene The Provence City Guide: Nice, eine Collage aus über 80 historischen Stadtführern zur französischen Riviera-Stadt, kombiniert mit zeitgenössischen Fotografien.